# Sulejman Kerimov
Sulejman Abusaidovič Kerimov (in russo Сулейман Абусаидович Керимов?; Derbent, 12 marzo 1966) è un imprenditore, dirigente sportivo e politico russo.
Nel corso della sua carriera imprenditoriale ha accumulato rapidamente un enorme patrimonio acquistando e rivendendo colossi industriali in crisi. Tra le società delle quali ha detenuto partecipazioni si ricordano Gazprom, Sberbank e, più di recente, Uralkali. È noto per il suo stile fortemente aggressivo e propenso al rischio, che lo ha portato a contrarre ingenti debiti per finanziare le sue attività.
È stato inoltre proprietario della squadra calcistica dell'Anži, che sotto la sua guida ha acquistato diversi calciatori di spessore internazionale. Ha inoltre svolto diversi incarichi politici in patria e dal 2008 è membro del Consiglio federale russo in qualità di rappresentante della Repubblica del Daghestan.
È considerato uno degli oligarchi più vicini al presidente russo Vladimir Putin, accanto al quale è stato visto in diversi eventi pubblici. Secondo la rivista Forbes nel 2021, con un patrimonio di 14,5 miliardi di dollari americani, è il 127º uomo più ricco del mondo.

## Biografia

### Attività imprenditoriale
Dopo essersi diplomato nel 1983, si è iscritto alla facoltà di ingegneria civile presso il Politecnico del Daghestan, ma viene costretto a interrompere gli studi un anno dopo per svolgere il servizio di leva. Nel 1986, terminato il servizio militare, si è iscritto all'Università statale del Daghestan, dove si è laureato nel 1989 in scienze economiche e contabilità. In questi anni, inoltre, incontra la sua futura moglie Firuza, figlia di un ex leader sindacalista che lo aiuterà nel trovare il suo primo lavoro.
Dopo la laurea ha iniziato a lavorare come economista in un impianto della Eltav a Machačkala. La società, di proprietà statale, produceva transistori, semiconduttori, diodi, circuiti integrati e lampade alogene. A quel tempo guadagnava 150 rubli (circa 250 dollari) al mese e viveva con sua moglie in un ostello dei lavoratori, nel quale condividevano un piccolo appartamento con un'altra coppia. In pochi anni è riuscito a diventare dirigente della Eltav. Contemporaneamente ha inoltre iniziato a effettuare piccoli investimenti negli anni del crollo dell'Unione Sovietica.

#### Fedprobank
Nel 1993 la Eltav ha fondato a Mosca una piccola banca, la Fedprombank, con l'obiettivo di stringere rapporti più stretti con i consumatori. Kerimov è stato incaricato di gestire i rapporti tra le due società e si è trasferito nella capitale russa. Sotto la sua guida, la Fedprombank ha iniziato a erogare prestiti ad alcuni colossi industriali in crisi. In questo modo Kerimov e i suoi soci sono diventati creditori di alcune delle più grandi public utilities russe. In seguito alla stabilizzazione dell'economia russa i debiti sono stati saldati, generando enormi profitti per la Fedprombank. Nel corso di questo processo, Kerimov è diventato azionista della banca, ottenendo così anch'egli grandi guadagni. Nel 1995 viene nominato direttore della banca d'affari Soyuz-Finans. Nel 1997 ha accumulato una partecipazione del 50% nella compagnia aerea Vnukovo Airlines. Contemporaneamente ha ottenuto un prestito per liquidare le quote dei suoi soci e prendere il totale controllo della Fedprombank.

#### Nafta Moskya
Nel 1999 ha acquistato per 50 milioni di dollari il 55% delle quote della compagnia petrolifera Nafta Moskva, erede della monopolista statale sovietica Soyuznefteexport. L'anno successivo ha rilevato il restante 45%. Dopo averne preso il totale controllo, ha avviato un profondo processo di ristrutturazione, cedendo tutti i rami aziendali legati al commercio del petrolio e trasformando la società in una holding. Tramite la Nafta Moskva, Kerimov conduce ancora oggi tutti i suoi affari e gestisce le sue partecipazioni. Tra i primi investimenti della holding rientrano il centro commerciale Smolenskij Passazh e la AvtoBank, piccola banca specializzata nel fornire servizi alle imprese del settore automobilistico.

#### Investimenti in Gazprom e Sberbank
Nel 2003 ha ottenuto un prestito di 43 milioni di dollari dalla banca statale Vnesheconombank, che sono stati investiti nel colosso energetico Gazprom. Nel giro di quattro mesi il valore delle azioni dell'azienda è raddoppiato, permettendogli di ripagare il suo debito. Nel 2004 la Sberbank, la principale banca russa, gli ha concesso un prestito di 3,2 miliardi di dollari, che sono stati utilizzati per acquistare partecipazioni nella banca stessa. A inizio 2008 la Nafta Moskva deteneva il 4,25% delle quote di Gazprom e il 5,6% delle quote di Sberbank; nel giro di due anni un investimento da 3,2 miliardi di dollari aveva raggiunto un valore di circa 15 miliardi.

#### Polymetal in Borsa a Londra
Nel 2005 la Nafta Moskva ha acquistato il 70% delle quote della Polymetal, compagnia mineraria proprietaria di alcune delle più grandi miniere d'oro e d'argento in Russia. Nel 2007 la società ha tenuto un'offerta pubblica iniziale presso la Borsa di Londra, che ha avuto esito positivo. Terminate le operazioni di quotazione Kerimov ha venduto tutte le azioni della Polymetal in suo possesso.

#### Crisi economica del 2008
Nel 2007, quando i mercati finanziari hanno iniziato a deteriorarsi, Kerimov ha intuito che l'imminente crisi economica avrebbe colpito più duramente la Russia rispetto ad altri paesi. Per questo motivo ha venduto le sue partecipazioni nella Gazprom e nella Sberbank e ha investito diversi miliardi di dollari in alcune delle principali istituzioni finanziarie occidentali, tra le quali Morgan Stanley, Goldman Sachs, Deutsche Bank e Credit Suisse, con la speranza di ottenere tassi d'interessi favorevoli su prestiti futuri. I suoi investimenti avevano raggiunto una dimensione tale da fargli ricevere nei giorni peggiori della crisi una telefonata da parte del Dipartimento del tesoro degli Stati Uniti d'America, che lo implorava di non cedere le sue quote. Complessivamente la crisi economica ha avuto effetti disastrosi sul patrimonio di Kerimov, che nel giro di un anno è crollato da 18,4 a 3,1 miliardi di dollari.

#### Polus Gold
In seguito alle ingenti perdite sostenute durante la crisi del 2008, Kerimov ha scelto di modificare la sua strategia di investimento, concentrandosi esclusivamente sull'acquisto di partecipazioni sufficientemente grandi da garantirgli il controllo sulla società in questione. Nel 2009 la Nafta Moskva ha acquistato per 1,3 miliardi di dollari una partecipazione del 37% nella Polyus Gold, il più grande produttore d'oro in Russia. Successivamente è stata aumentata al 40,2%. Nel 2012 la società ha tenuto un'offerta pubblica iniziale presso la Borsa di Londra. Nel 2015 Kerimov ha acquistato la maggior parte delle quote della Polyus Gold, arrivando a detenerne il 95%. Successivamente ha avviato le operazioni per effettuare il delisting della società. Terminato il processo ha trasferito tutte le sue quote al figlio Said. L'anno successivo i suoi figli Said e Gulnara sono entrati a far parte del consiglio d'amministrazione della Polyus Gold.
Nel 2009 la Nafta Moskva ha acquistato una partecipazione del 25% nel colosso immobiliare PIK Group. A quel tempo la società versava in gravi difficoltà economiche; il suo debito complessivo aveva raggiunto 1,98 miliardi di dollari e la capitalizzazione era scesa sotto i 279 milioni. Sfruttando il crollo del valore dell'azienda, la holding di Kerimov ha incrementato la sua partecipazione al 38,3%. Nel giro di due anni il PIK Group è riuscito a ripristinare la stabilità finanziaria e a rafforzare la sua posizione sul mercato. Nel 2013 Kerimov ha ceduto le sue quote a una cordata di imprenditori guidata da Sergej Gordeev e Aleksandr Mamut. Al momento della vendita la capitalizzazione della società ammontava a 1,42 miliardi di dollari.

#### Uralkali
Nel 2010 Kerimov ha guidato la cordata di investitori che ha acquistato per 5,3 miliardi di dollari il 53% delle quote della Uralkali, colosso russo attivo nell'estrazione e nel commercio di potassio. I soldi per l'acquisto sono stati ottenuti da un prestito fornito dalla VTB Bank. A quel tempo la società faceva parte, insieme alla bielorussa Belaruskali, di un cartello denominato Belarusian Potash Company (BPC), che controllava il 70% del mercato mondiale del potassio. Nel 2013 la Uralkali ha annunciato l'uscita dal BPC, tagliando i prezzi e incrementando la produzione per aumentare il più possibile le proprie quote di mercato. Questo ha causato un crollo del 25% nel prezzo del potassio a circa 340 dollari a tonnellata, con enormi perdite per l'economia bielorussa. Gli analisti avevano stimato una perdita potenziale di un miliardo di dollari all'anno. Due settimane dopo l'annuncio, il primo ministro bielorusso Michail Mjasnikovič ha invitato Kerimov e lo staff dirigenziale della Uralkali a Minsk per discutere della situazione. Al posto di Kerimov ha partecipato all'incontro l'amministratore delegato della Uralkali Vladislav Baumgertner, che è stato indagato dalle autorità bielorusse con l'accusa di abuso di potere. Subito dopo è stata aperta un'indagine su Kerimov e tutti i dirigenti della Uralkali. È stato inoltre emesso un mandato d'arresto nei loro confronti ed è stata richiesta l'emissione di una notifica rossa da parte dell'Interpol. Quest'ultima ha tuttavia rifiutato la richiesta, ritenendola esclusivamente di natura politica. A fine 2013 Kerimov ha venduto il 21,75% delle quote della Uralkali a Michail Prochorov per 3,7 miliardi di dollari e il 19,99% alla Uralchem per 2,9 miliardi. In seguito a questa operazione, la Bielorussia ha lasciato cadere le accuse nei confronti di Kerimov e dei suoi collaboratori e ha estradato Baumgertner in Russia.

### Attività sportiva
Nel 2004 ha manifestato il suo interesse nell'acquisto della squadra di calcio italiana della Roma, su consiglio del suo amico e socio Roman Abramovič, a sua volta proprietario del Chelsea. Le contrattazioni sono durate diversi mesi e i legali della Nafta Moskva si sono incontrati più volte con Franco e Rosella Sensi, proprietari della Roma. In seguito, tuttavia, le trattative si sono arenate.
Nel gennaio 2011 ha acquistato l'Anži, squadra di calcio della sua repubblica natale. Il club, che era stato promosso l'anno prima in Prem'er-Liga, aveva militato per la maggior parte della sua storia nelle serie minori russe. Immediatamente dopo l'acquisto, ha iniziato a investire diversi milioni di euro per ingaggiare giocatori internazionali di primo piano. Tra questi si ricordano soprattutto il camerunense Samuel Eto'o e il brasiliano Willian. Il primo, con un ingaggio di 20,5 milioni di euro all'anno, era diventato in quel momento il giocatore più pagato nella storia del calcio, mentre il secondo, acquistato per 35 milioni di euro, è ancora oggi uno degli acquisti più onerosi del calcio russo. Tra gli altri giocatori di calibro internazionale ingaggiati dall'Anži si ricordano Roberto Carlos, Jurij Žirkov, Lassana Diarra e Balázs Dzsudzsák. Oltre a ciò ha finanziato i lavori di ristrutturazione dell'Anži-Arena, lo stadio di casa della squadra. Nella stagione 2011-2012 l'Anži si è qualificato per la prima volta nella sua storia per disputare l'Europa League, ripetendo lo stesso risultato anche l'anno successivo. Nell'agosto 2013 il budget del club è stato improvvisamente ridotto da 180 milioni a 50-70 milioni di euro a stagione. I giocatori acquistati negli anni precedenti sono stati venduti in pochi mesi e sostituiti prevalentemente promuovendo dei giovani russi dal settore giovanile. Il 28 dicembre 2016 Kerimov ha venduto la squadra a Osman Kadjev. Negli anni recenti l'Anži è tornato a competere nelle serie minori russe.

### Attività politica

#### Membro della Duma
Nel 1999 è stato eletto membro della Duma di Stato, la camera bassa dell'Assemblea federale russa, all'interno della quale è stato anche membro del Comitato per la sicurezza nazionale. Nel 2003 è stato rieletto per un secondo mandato. Durante questa legislatura è stato vice presidente del Comitato per l'educazione fisica, lo sport e la gioventù. Nel corso della sua esperienza nella Duma faceva parte del gruppo politico del Partito Liberal-Democratico.
Nel 2008, terminato il suo secondo mandato come membro della Duma, è stato eletto al Consiglio federale, la camera alta dell'Assemblea federale russa, come rappresentante del Daghestan. Nel 2013, in seguito all'approvazione da parte del parlamento russo di un disegno di legge che proibiva ai funzionari governativi di detenere titoli e conti bancari all'estero, Kerimov ha trasferito tutti i suoi beni alla Fondazione Sulejman Kerimov, un ente di beneficenza registrato in Svizzera. In questo modo è riuscito a mantenere sia la sua posizione politica sia il controllo sui suoi beni. Nel 2016 è stato rieletto per un secondo mandato nel Consiglio federale. Nel 2021 è stato rieletto per un terzo mandato.
Nel 2007 ha partecipato alla ricostruzione della moschea-cattedrale di Mosca, la più grande moschea d'Europa, donando 100 milioni di dollari per finanziare i lavori, che sono terminati nel 2015. Nel 2011 ha utilizzato le sue conoscenze con i membri di spicco di alcune delle più grandi istituzioni finanziarie occidentali come JPMorgan, Citigroup e Blackstone per supportare l'iniziativa promossa da Dmitrij Medvedev di trasformare Mosca in un centro finanziario internazionale.

## Controversie
Nel novembre 2017, Kerimov è stato arrestato dalla polizia francese all'aeroporto di Nizza in relazione a un caso di evasione fiscale riguardante il suo presunto acquisto di diverse residenze di lusso in Costa Azzurra tramite società di comodo. Le accuse furono respinte nel giugno successivo. Nel marzo 2019, i pubblici ministeri francesi hanno sottoposto Kerimov a un'indagine formale "per sospetto di complicità nella frode fiscale". È stato rilasciato su cauzione di 20 milioni di euro, presentando ricorso.
Nell'aprile 2018, gli Stati Uniti hanno imposto sanzioni a Kerimov e ad altri 23 cittadini russi. Kerimov è uno dei tanti "oligarchi" russi citati nel Countering America's Adversaries Through Sanctions Act, CAATSA, firmato dal presidente Donald Trump nel 2017.

## Vita privata

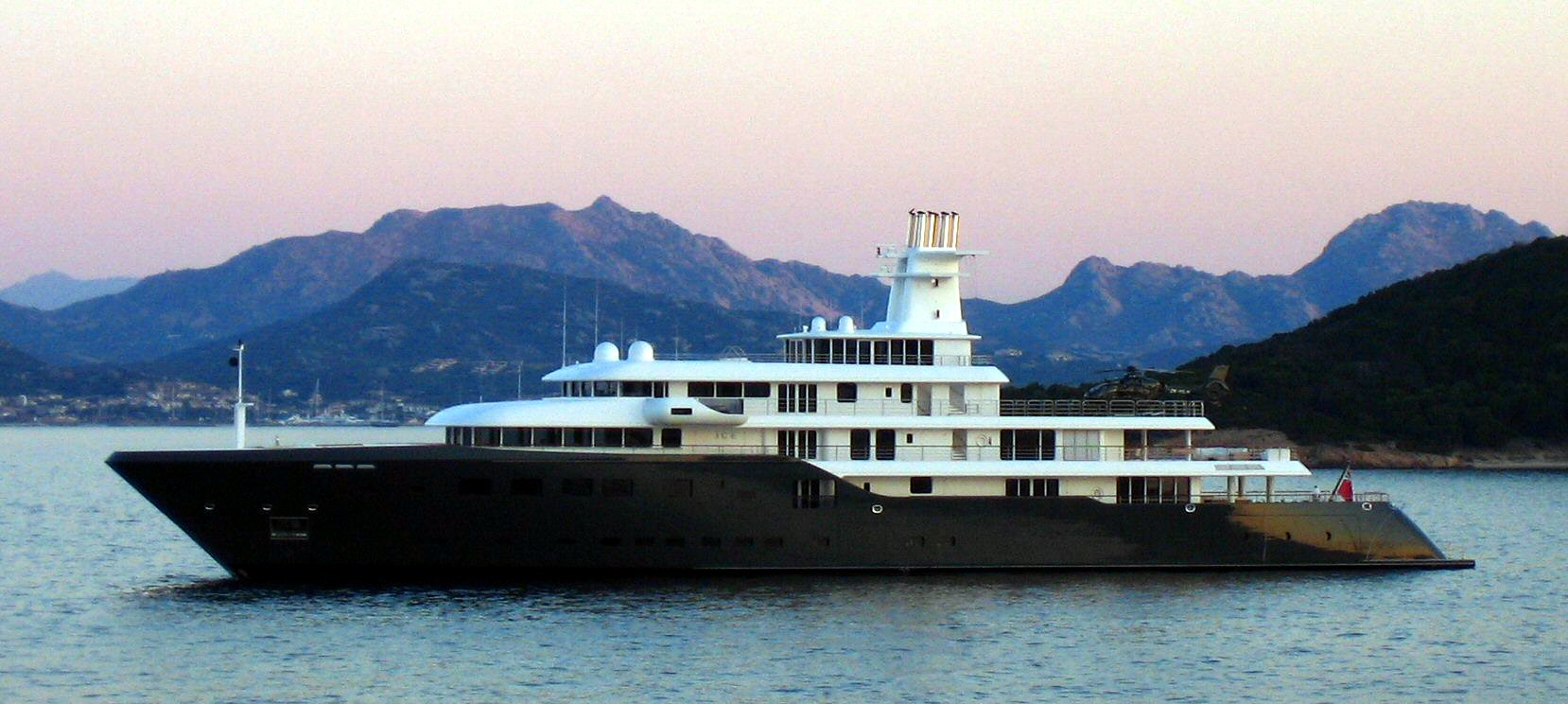
Dal 2005 tal 2015, Suleyman Kerimov è stato il proprietario del super yacht Ice

Kerimov è sposato e ha tre figli. La famiglia risiede a Mosca, anche se possiede diverse proprietà nel Sud della Francia. È noto per il suo carattere estremamente riservato e per la sua scarsa propensione ad apparire nei rotocalchi di cronaca rosa. Allo stesso tempo è di pubblico dominio il fatto che ami condurre una vita incredibilmente sfarzosa e lasciva. Negli anni ha organizzato numerose feste con budget milionari, alle quali si sono esibite celebrità del calibro di Christina Aguilera, Shakira, Amy Winehouse e Jessie J.
Dal 2005 al 2015 è stato proprietario dell'Ice, uno degli yacht più grandi al mondo. Era stato inizialmente commissionato alla tedesca Lürssen dall'imprenditore Augusto Perfetti, proprietario della Perfetti Van Melle, che lo aveva chiamato Air. Nel 2005, mentre era ancora in fase di costruzione, è stato acquistato da Kerimov e rinominato Ice. Misura circa 90 metri di lunghezza e può raggiungere una velocità massima di 18,6 nodi (33 km/h). Nel 2006 ha vinto il premio Superyacht of the Year e il World Superyacht Awards. È il 54º yacht più grande al mondo. Nel 2015 Kerimov ha venduto l'Ice al vice presidente della Guinea Equatoriale Teodoro Nguema Obiang Mangue.

### Ustionato nell'incidente stradale
Il 26 novembre 2006 è rimasto coinvolto in un incidente stradale mentre percorreva il Lungomare degli Inglesi, a Nizza. Secondo la ricostruzione delle autorità Kerimov, che viaggiava in compagnia di una modella, avrebbe perso il controllo della sua Ferrari Enzo e si sarebbe schiantato contro un albero. L'auto si è spezzata in due e ha preso fuoco. I due sono stati estratti dalle lamiere poco dopo dai vigili del fuoco. Mentre la giovane che viaggiava con lui ha subito lesioni superficiali, Kerimov è rimasto gravemente ustionato ed è stato costretto a diversi mesi di ricovero in ospedale.

## Filantropia
Kerimov ha istituito la Fondazione Sulejman Kerimov nel 2007, con la visione di migliorare la vita dei giovani in Russia e in tutto il mondo, investendo in iniziative che rafforzano le comunità e aiutano i bisognosi.

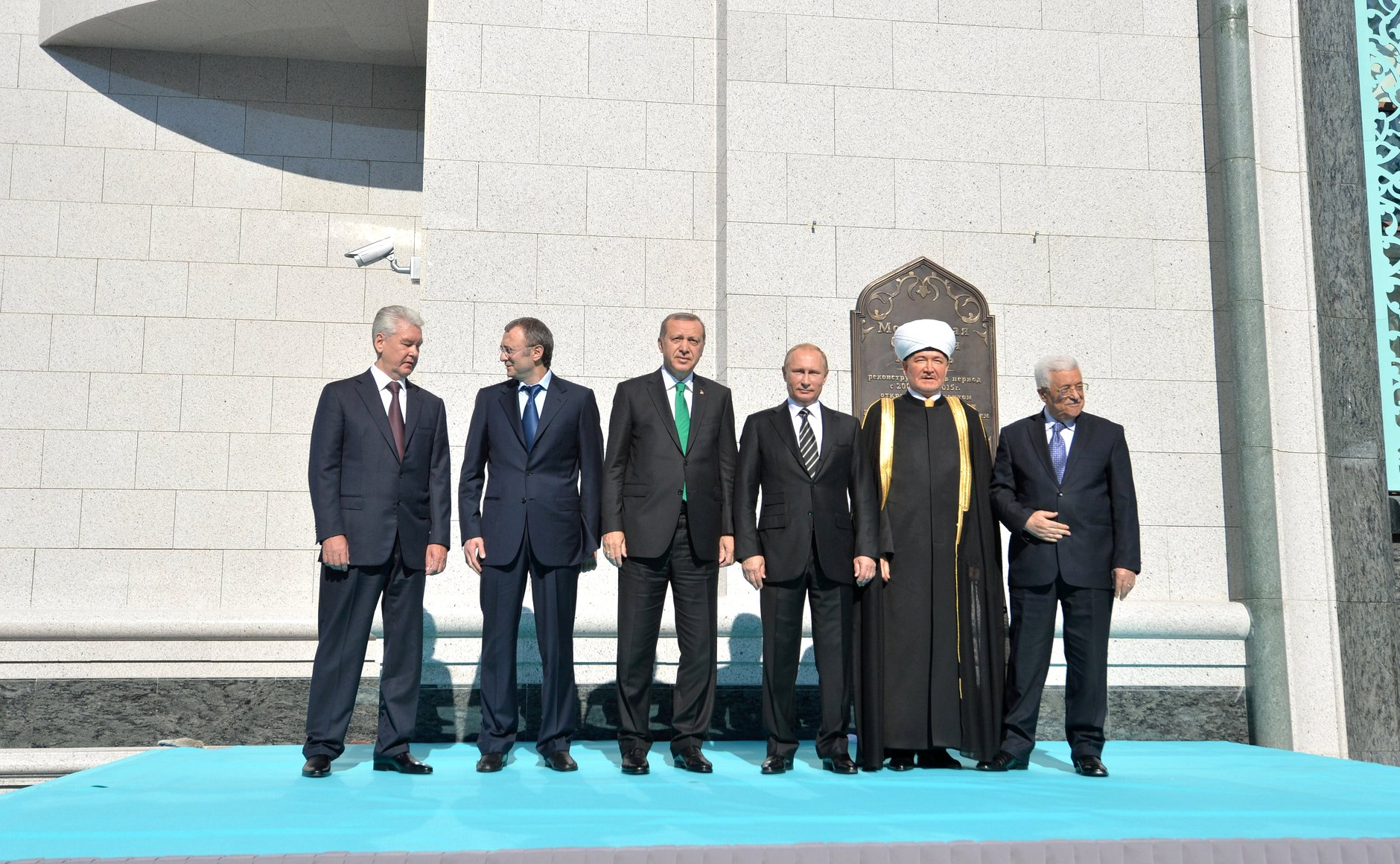
Kerimov, Mahmoud Abbas, Vladimir Putin e Recep Tayyip Erdoğan all'apertura della Moschea Cattedrale di Mosca, 23 settembre 2015

Quando Kerimov era proprietario dell'FC Anzhi, ha finanziato la costruzione di un moderno stadio di calcio, l'Anzhi Arena, per 30 000 spettatori e le squadre dell'Accademia giovanile di calcio dell'Anzhi.
Nel 2007 Kerimov è diventato uno sponsor del Kennedy Center Honors a Washington: premi annuali per un successo a vita nelle arti.
La Fondazione Kerimov ha donato per la costruzione di moschee e chiese e ha inviato ogni anno migliaia di pellegrini alla Mecca per il Hajj. Kerimov ha speso 100 milioni di dollari per la costruzione della moschea-cattedrale di Mosca.
Suleiman Kerimov ha stanziato più di 1,5 miliardi di rubli per combattere la pandemia di COVID-19, per l'acquisto di attrezzature mediche e supporto materiale per il personale medico.